# تيبوفينبيراد
تيبوفينبيراد هو مبيد حشري ومبيد للقراد يستخدم على نطاق واسع في الصوبات الزراعية، ويوجد على صورة مادة كيميائية صلبة بيضاء اللون ذات رائحة عطرية خفيفة، وقابلة للذوبان في الماء كما أنها قابلة للذوبان في المذيبات العضوية.

## آلية العمل
يُعتبر التيبوفينبيراد أحد مثبطات الميتوكوندريا القوية، مثله في ذلك مثل الروتينون، فإنه يثبط سلسلة نقل الإلكترون عن طريق تثبيط الإنزيمات المعقدة للميتوكوندريا مما يؤدي في النهاية إلى نقص إنتاج الأدينوسين ثلاثي الفوسفات، ومن ثم تموت الخلية في نهاية المطاف.

## الاستخدام
يستخدم مبيد التيبوفينبيراد بشكل رئيسي في البيوت الزجاجية والصوبات الزراعية حول العالم، ويُباع تحت أسماء تجارية مختلفة من أشهرها ماساي، وبيرانيكا في دول مثل أستراليا والصين وبعض دول أمريكا الجنوبية.
يُستخدم مبيد التيبوفينبيراد في الولايات المتحدة الأمريكية في زراعة نباتات الزينة في الصوبات الزراعية التجارية.

## السمية
يتمثل الاستخدام الرئيسي لمبيد التيبوفينبيراد في البيوت الزجاجية والصوبات الزراعية ومن ثم يكون الشكل الأكثر شيوعا من أشكال التعرض لمادة التيبوفينبيراد هو التعرض المهني للعاملين في أماكن تصنيع هذه المادة الكيميائية أو العاملين في تلك الزراعات حيث يتم استخدامها على نطاق واسع. وتكون طرق التعرض المحتملة للمادة إما من خلال الاستنشاق، أو التلامس الجلدي المباشر، ويظل تعرض البشر والحيوانات للتيبوفينبيراد عن طريق الابتلاع محدوداً نظرًا لاستخدامه في نباتات الزينة.
يوضح الجدول التالي مقدار الجرعة المميتة من التيبوفينبيراد للأنواع المختلفة من حيوانات المختبر:
| الحيوان      | الجرعة المميتة                   | طريقة التعرض  |
| ------------ | -------------------------------- | ------------- |
| ذكور الجرذان | 595 ملليغرام/كيلوغرام من الكتلة  | عن طريق الفم  |
| إناث الجرذان | 997 ملليغرام/كيلوغرام من الكتلة  | عن طريق الفم  |
| ذكور الفئران | 224 ملليغرام/كيلوغرام من الكتلة  | عن طريق الفم  |
| إناث الفئران | 210 ملليغرام/كيلوغرام من الكتلة  | عن طريق الفم  |
| الجرذان      | 2000 ملليغرام/كيلوغرام من الكتلة | عن طريق الجلد |

## الإستقلاب
يتحول مركب التيبوفينبيراد حيويًا إلى الهيدروكسيل في الجسم الحي وفي المختبر. وتعتبر مجموعات الإيثيل ورباعي البوتيل أهدافًا للارتباط بالهيدروكسيل حيث تتأكسد مجموعات الكحول إلى مجموعات كربوكسيلية يمكن بعد ذلك أن تترافق مع مجموعات أخرى في الجسم الحي. في الدراسات التي أجريت على القوارض، تبين أن 80٪ من مبيد التيبوفينبيراد قد امتُصّت في الجهاز الهضمي بشكل رئيسي خلال 24 ساعة، وكانت المستقلبات الرئيسية الناتجة تتمثل في مركبات هيدروكسيلية، ويُفرز معظم المركب ومستقلباته عن طريق البراز والبول. لم تجد الدراسات أي دليل على تراكم الالتيبوفينبيراد حيويا في أجسام القوارض. كما لوحظ أن المستقلبات التي تفرزها حيوانات المختبر قد اختلفت في ذكور القوارض عنها في الإناث، فبينما يفرز ذكور الجرذات المشتقات الكربوكسيلية للمركب الرئيسي، كانت إناث الجرذان تفرز كبريتات اللحمض الكربوكسيلي. 
كانت مقادير الجرعات المميتة من التيبوفينبيراد أيضًا متباينة جداً بين الذكور والإناث من الجرذان، فبينما كانت قيمة الجرعة المميتة من التيبوفينبيراد لإناث الجرذان 997 ملليغرام/ كيلوغرام من الكتلة، كانت الجرعة المميتة من الالتيبوفينبيراد للذكور 595 ملليغرام/كيلوغرام من الكتلة فقط. قد يُعزى هذا الاختلاف الشاسع في قيمة الجرعة المميتة من الالتيبوفينبيراد إلى هذا التحول الحيوي.

## المخاطر الصحية والبيئية
رُبط التعرض للتيبوفينبيراد بالسرطان، إلا أنه لا توجد بيانات بشرية قاطعة بما يكفي حتى الآن للربط بين الاثنين. ثبت أيضًا في الآونة الأخيرة أن مبيد التيبوفينبيراد يؤثر على خطوط الخلايا العصبية الدوبامينية من خلال تعطيل ديناميكيات الميتوكوندريا. ويرتبط فقدان خلايا الدوبامين بالإصابة بمرض باركنسون الذي تتأثر فيه الميتوكوندريا العصبية. قد تظهر هذه النتائج أن التيبوفينبيراد قد يكون أيضًا قادرًا على التأثير على الخلايا العصبية. كما أدى التعرض المفرط لمبيد الآفات التيبوفينبيراد إلى نشوء مقاومة له بين الكائنات الحية المستهدفة المختلفة، حيث كشفت الدراسات الحديثة عن ظهور مقاومة للتيبوفينبيراد في نوعين من سوس العنكبوت في أشجار التفاح في منطقة غرب أستراليا.